# Trnava (Braslovče)
Trnava (Duits: Sankt Rupert) is een plaats in Slovenië en maakt deel uit van de gemeente Braslovče in de NUTS-3-regio Savinjska. De plaats telde 278 inwoners op 1 januari 2020.